# Breizhicoop
Breizhicoop est un supermarché coopératif et participatif situé à Rennes en France.

## Historique

### Contexte
Breizhicoop s'inspire d'un modèle américain : Park Slope Food Coop. Situé à New York, dans le quartier de Brooklyn, ce magasin coopératif fonctionne depuis les années 1970, avec environ 16 000 membres qui en sont à la fois les clients et les travailleurs bénévoles.  
Un appel est lancé à l'automne 2016 sur les réseaux sociaux, puis une rencontre est organisée en janvier 2017 à l'Arvor, cinéma rennais. Une association Breizhipotes est constituée pour sensibiliser à une alimentation durable et de qualité,.  
La ville de Rennes attribue un local au début de l'été 2018 dans un quartier sud de la ville au Blosne. La coopérative Breizhicoop est créée en octobre 2018.  
Plusieurs mois de travaux sont nécessaires pour aménager les 270 m2 de locaux dont 180 seront destinés à la vente : mise aux normes électriques, chaulage des murs, fabrication de meubles avec des palettes de récupération. Ces travaux sont réalisés par les bénévoles et sont l'occasion de rencontres et transmission de savoir-faire.  
Le supermarché coopératif et participatif ouvre ses portes en mars 2019,, il devient ainsi le premier de ce type en Bretagne.  
En 2023, Breizhicoop compte 700 coopérateurs ayant pris des parts sociales dans la coopérative. Le supermarché travaille en direct avec une soixantaine de producteurs pour la plupart locaux et une dizaine de grossistes.

## Principes de fonctionnement
Breizhicoop permet l'accès à des produits alimentaires de bonne qualité, souvent certifié en agriculture biologique et respectueux de l'environnement, à des prix inférieurs à ceux pratiqués dans les commerces conventionnels. Pour permettre cela, chaque client du futur supermarché est un membre coopérateur : pour pouvoir faire ses courses à Breizhicoop, il devra également participer à son fonctionnement bénévolement trois heures par mois. Les bénévoles gèrent ainsi l'approvisionnement, la gestion du vrac, l'encaissement ou encore la mise en rayon. Le choix des produits proposés en magasin est également fait par les coopérateurs. 